# The Sky Is Too High
The Sky Is Too High je první sólové album anglického písničkáře a kytaristy, člena skupiny Blur, Grahama Coxona. Ve Velké Británii vyšlo 10. srpna 1998 na Coxonově labelu Transcopic. Coxon je výhradním autorem všech skladeb, které rovněž sám nahrál a produkoval, je také autorem obálky. V britském albovém žebříčku se album nejvýše umístilo na 31. příčce.

## Seznam skladeb
Texty napsal(i) Graham Coxon.
| Pořadí | Název                 | Délka |
| ------ | --------------------- | ----- |
| 1.     | That's All I Wanna Do | 4:29  |
| 2.     | Where'd You Go?       | 3:36  |
| 3.     | In a Salty Sea        | 2:46  |
| 4.     | A Day Is Far Too Long | 4:27  |
| 5.     | R U Lonely?           | 2:52  |
| 6.     | I Wish                | 4:47  |
| 7.     | Hard and Slow         | 2:26  |
| 8.     | Me You, We Two        | 2:38  |
| 9.     | Waiting               | 2:45  |
| 10.    | Who the Fuck?         | 3:16  |
| 11.    | Mornin' Blues         | 2:18  |